# Dinorah Varsi
Dinorah Varsi (Montevideo, 15 novembre 1939 – Berlino, 17 giugno 2013) è stata una pianista uruguaiana.
Fu particolarmente apprezzata per le sue interpretazioni di Chopin.

## Biografia
Nata a Montevideo, la Varsi cominciò a suonare il pianoforte da bambina e a soli dieci anni debuttò nell'Orchestra sinfonica del Servicio Oficial de Difusión, Radiotelevisión y Espectáculos. Nel 1955 eseguì il Concerto per pianoforte e orchestra n. 2 di Sergej Vasil'evič Rachmaninov; nel 1962 vinse il primo premio del prestigioso Concorso internazionale di musica Maria Canals e cinque anni dopo vinse il Concorso Internazionale Clara Haskil, ottenendo il definitivo trampolino di lancio per il panorama musicale internazionale.
Lasciato l'Uruguay, la Varsi si trasferì dapprima a New York e successivamente in Europa, dove fu allieva di Géza Anda. Negli anni a venire Dinorah Varsi si affermò come pianista esibendosi come solista alla Berliner Philharmoniker, all'Orchestra reale del Concertgebouw, alla Royal Philharmonic Orchestra e all'Orchestra Filarmonica di Rotterdam. In ambito discografico, registrò varie incisioni di pezzi scritti da musicisti famosi come Fryderyk Chopin, Robert Schumann e Claude Debussy.
Dinorah Varsi morì a Berlino nel giugno del 2013, all'età di settantatré anni.